# Битилеу
Битилеу (каз. Битілеу, до 1993 года — Кордон) — село в Акжаикском районе Западно-Казахстанской области Казахстана. Входит в состав Акжолского сельского округа. Код КАТО — 273233200.
Село расположено около Тайпакского канала.

## Население
В 1999 году население села составляло 326 человек (151 мужчина и 175 женщин). По данным переписи 2009 года, в селе проживали 272 человека (137 мужчин и 135 женщин).